# قلعة المنيطرة

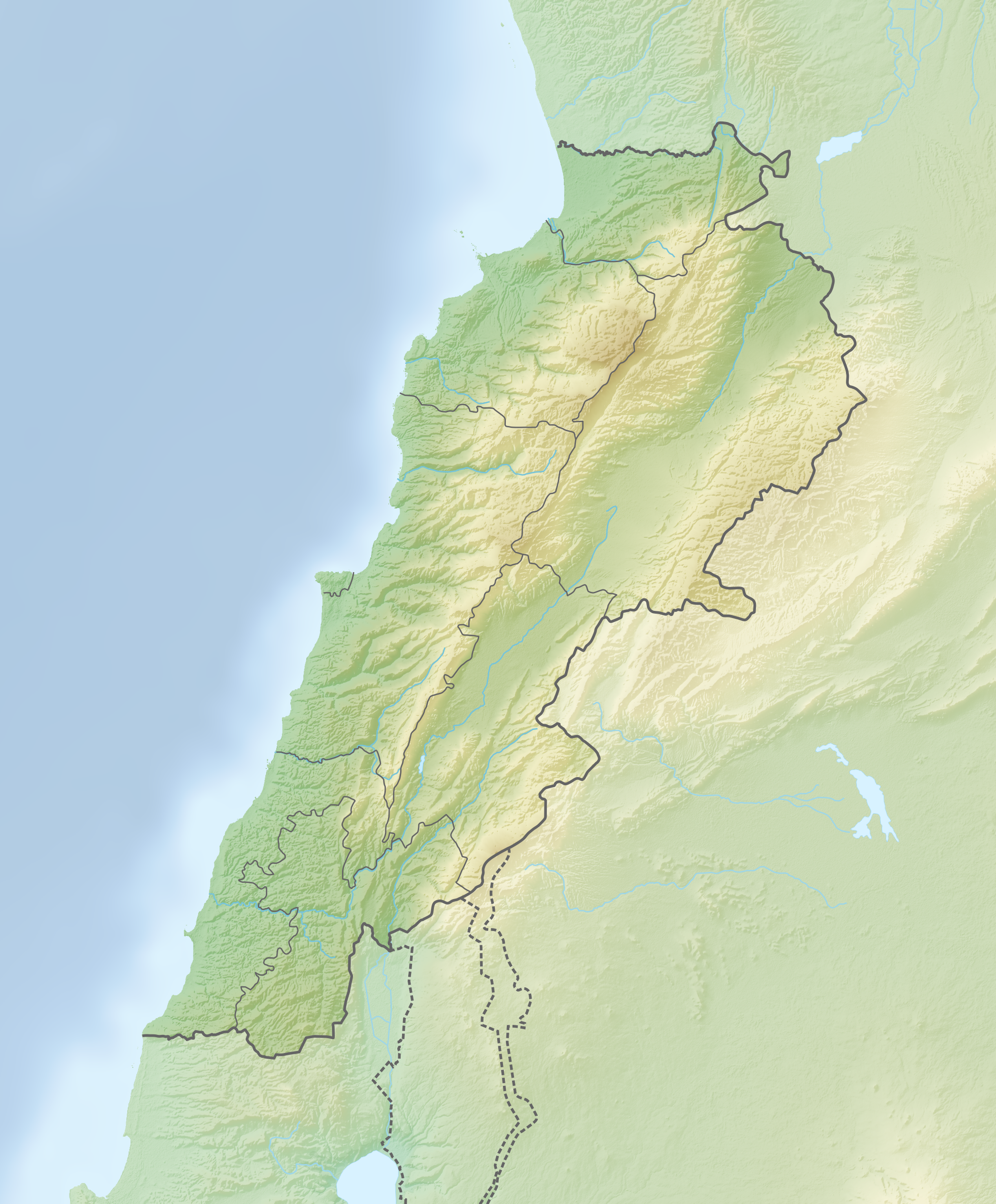

وهو حصن صغير لحراسة إحدى الممرات الجبلية في لبنان، غير بعيد عن أفقا. وكان من اقطاعات كونتية طرابلس. وفي موضعه توجد اليوم قرية باسم المنيطرة El -Mouniterah. استولى عليه نور الدين زنكي الزنكي عام 1166. اسمه العربي منيطرة يعني مركز صغير للمراقبة